# ريشاندا غراي
ريشاندا غراي (بالإنجليزية: Reshanda Gray)‏ مواليد 1 يونيو 1993 في لوس أنجلوس، هي لاعبة كرة سلة أمريكية. بدأت مسيرتها الاحترافية في سنة 2015. تم اختيارها من قبل فريق مينيسوتا لينكس خلال الدرافت. يبلغ طولها 6 قدم 2 بوصة (1.9 م). لعبت مع مينيسوتا لينكس وأتلانتا دريم في الاتحاد الوطني لكرة السلة النسائية.

## روابط خارجية
- ريشاندا غراي على موقع الاتحاد الدولي لكرة السلة (الإنجليزية)
- ريشاندا غراي على موقع الاتحاد الوطني لكرة السلة النسائية (الإنجليزية)
- ريشاندا غراي على موقع كرة السلة الأوروبية.كوم (الإنجليزية)
- ريشاندا غراي على موقع كلية كرة السلة في سبورتس رفرنس.كوم (الإنجليزية)
- ريشاندا غراي على موقع بروبوليرز (الإنجليزية)
- ريشاندا غراي على موقع سبورتس رفرنس (الإنجليزية)